# Capovalle
Capovalle là một đô thị thuộc tỉnh Brescia trong vùng Lombardia của Italia. Đô thị này có diện tích 23  km², dân số 448 người. 
Các đô thị giáp ranh: Gargnano, Idro, Treviso Bresciano, Valvestino, Vobarno